# Guðrún Arnardóttir
Guðrún Arnardóttir (ur. 24 września 1971) – islandzka lekkoatletka.
Jest wielokrotną mistrzynią Islandii w biegu na 100, 200 i 400 m, a także uczestniczką mistrzostw kraju w trójskoku. Uprawiała też inne dyscypliny lekkoatletyczne (bieg na 800 m, skok w dal), w których nie brała udziału w krajowych czempionatach.
Startowała na igrzyskach olimpijskich w 1996 i 2000. Zarówno w Atlancie, jak i w Sydney wystąpiła tylko w jednej dyscyplinie – biegu na 400 m przez płotki. W 1996 odpadła w półfinale zajmując 6. miejsce w swoim biegu eliminacyjnym z czasem 54,81. W pierwszej rundzie wygrała swój bieg eliminacyjny z czasem 54,88. Była najmłodszym islandzkim lekkoatletą na tych igrzyskach i zarazem jedyną kobietą z tego kraju, która wzięła udział w tej dyscyplinie. W 2000 uplasowała się na 7. pozycji z czasem 54,63. Zanim dotarła do finału przeszła pierwszą rundę zajmując 2. lokatę w swoim biegu eliminacyjnym z czasem 56,30 i półfinał, w którym była 5. w swoim biegu eliminacyjnym z czasem 54,82. Na tych igrzyskach była chorążym islandzkiej kadry.
W 1997 zdobyła cztery złote medale na igrzyskach małych państw Europy: w biegach na 100 m ppł, 200 i 400 m oraz w sztafecie 4 × 100 m.

## Rekordy życiowe
Na podstawie
- 200 m – 23,81 ( Odense, 29 czerwca 1997)
- 400 m – 52,83 ( Londyn, 17 sierpnia 1997)
- 100 m ppł – 13,18 ( Lexington, 19 maja 1996)
- 400 m ppł – 54,37 ( Londyn, 5 sierpnia 2000)